# Pelo Madueño
Jorge Enrique Madueño Vizurraga (Lima, Perú, 8 de marzo de 1965), conocido por su nombre artístico Pelo Madueño, es un músico, cantante, compositor, productor, actor y locutor peruano.

## Biografía
Es hijo del arreglista, director de orquesta y compositor Jorge Madueño Romero. 
Baterista de las bandas de rock subterráneo Narcosis (1984-1986) y Eructo Maldonado (1986-1988). En 1988 forma parte de la banda de Miki González como baterista con la cual se aleja del punk rock e incursiona en el rock pop. En 1992 forma la banda La Liga del Sueño, como vocalista, guitarrista y percusionista, y con la cual logró alcanzar una difusión a nivel nacional. La banda lanzó tres discos de estudio. Fue productor de bandas como Madre Matilda, Camarón Jackson y Ves Tal Vez. Tras la disolución de La Liga del Sueño en 2000, empezaría una carrera solista.
Como actor fue parte de Pataclaun en sus temporadas de teatro y participó en películas peruanas, como Ciudad de M. Hacia el 2016 condujo el programa Radio BBVA por Radio Oxígeno, centrado en la difusión del rock peruano.

## Carrera con Narcosis
En 1984 a los 16 años forma parte de la banda de rock subterráneo Narcosis como baterista junto a Wicho García en voz y Fernando «Cachorro» Vial en guitarra. Con Narcosis lanza la maqueta "Primera dosis", la misma que es reeditada en CD en el año 2000. De corte contestatario y estrictamente punk, el grupo se desintegra en 1986 tras el concierto "Acto de Magia". También en 1985 forma junto a Rafael Hurtado y Félix Torrealva el grupo de rock subterráneo Eructo Maldonado, destacando las canciones Mejor mejora un general, A la gorda dile no y Venga a vivir a Ayacucho.

## Tras Narcosis y antes de La liga del sueño
En 1986, tras la disolución de Narcosis es invitado a tocar la batería con la banda de Eructo Maldonado, con quienes edita los discos "Qué pachó?" (1986) y "Rómpele la pechuga!" (1988). A la par, empieza a aparecer en algunos programas televisivos y se va alejando un poco del Rock Subterráneo.
En 1987 durante unas sesiones de grabación, Pelo conoce a Miki González, quien lo invita a formar parte de su banda como baterista, una de las bandas más exitosas y novedosas en el pop rock de ese momento. Con la banda de Miki González graba los LP "Tantas veces" (1987) y "Nunca les creí" (1989).

## Carrera con La Liga del Sueño
En 1991 se junta con otros amigos artistas, en su mayoría provenientes del Rock Subterráneo, y luego de experimentar con distintas formaciones y sonidos, empiezan a actuar en locales de Lima y provincias. Este es el proyecto donde plasmó sus composiciones e inquietudes artísticas, llevó el nombre de La Liga del Sueño, y con formaciones distintas a lo largo de su historia, la banda lanzó Al derecho y al revés (1994) , Por Tierra (1996). En 1998 firman con Sony-Columbia y graba su tercer disco, Mundo Cachina.

## Carrera como solista
Tras el receso de La Liga del Sueño en 2000, viaja a España, para luego lanzar su primer álbum como solista en julio de 2004, titulado Ciudad Naufragio lanzando como primer sencillo el tema "Alma de 80's", que contó con un video grabado en las calles de Madrid. En este disco también destaca el tema "Nuestro secreto" cantado a dúo con Joaquín Sabina.
En septiembre de 2008, lanzó su segunda producción titulada No te salves y como primer sencillo lanzó el tema "Es hora". 
En marzo de 2009 formó junto a Gian Marco, Marcello Motta, Joaquín Mariátegui y Daniel F un grupo llamado El Enredo en el cual sería con fines benéficos. En mayo presentó The Lovecats, proyecto musical que recrea canciones de rock en versiones de jazz. En julio lanzó el segundo sencillo titulado "No hay estrellas en el mar", el cual contó con el segundo videoclip del disco y estuvo bajo la dirección de Tito Köster, filmado en formato de cine, en blanco y negro y tuvo como coprotagonista a Andrea Iglesias, para algunas escenas del video se utilizó las instalaciones del Gran Hotel Bolívar. En octubre participó del Movistar Expo Rock realizado en Chiclayo. En marzo de 2010 lanzó el tercer sencillo del disco titulado "Amiga". El 13 de noviembre toca en el Jardín de la Cerveza, evento realizado en Arequipa, junto a Andrés Calamaro y Jhovan Tomasevich.

## Discografía
- Ciudad Naufragio (2004)
- No te salves (2008)
- Nivel nacional (2012)
- 20 años al borde (en vivo) (2016)
- XXX (2019)
- Apocalipsex (2024)[12]